# Камчатские авиалинии
ООО «Камчатские авиалинии» — российская авиакомпания, осуществлявшая региональные авиаперевозки в Камчатском крае. Являлась собственником и оператором аэропорта «Эссо» и аэропорта «Авачинский». Сертификат эксплуатанта аннулирован 24 января 2014 года, в связи с истечением трёх месяцев со дня приостановления действия сертификата эксплуатанта.

## Флот

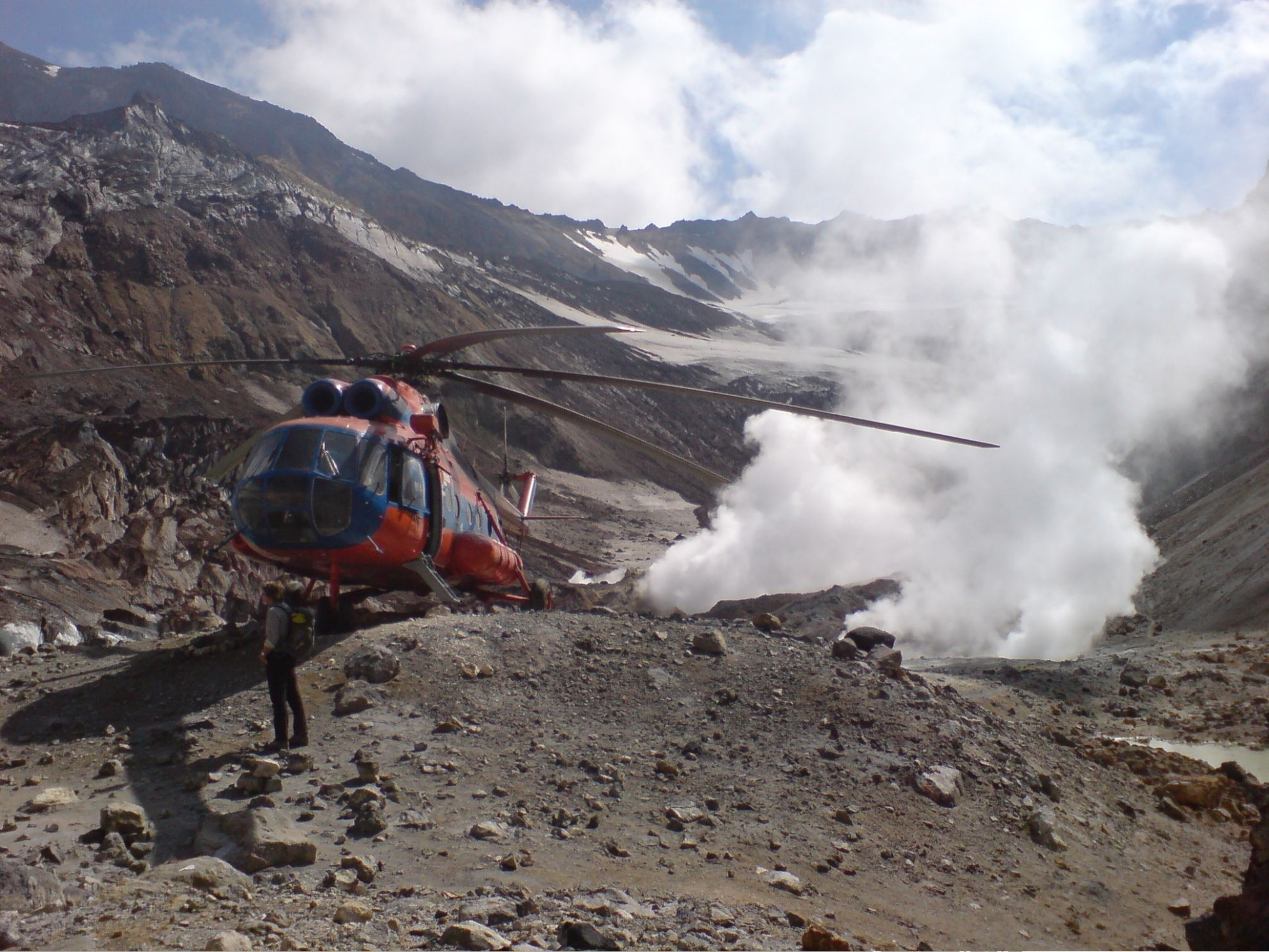
Ми-8Т

В распоряжении авиакомпании «Камчатские Авиалинии» имеются 14 вертолетов Ми-8 различных модификаций:
- Ми-8Т
- Ми-8П
- Ми-8МТВ

## Маршрутная сеть

### Россия
- Никольское — Аэропорт «Никольское»
- Озерновский — Аэропорт «Озерная»
- Оссора — Аэропорт «Оссора»
- Палана — Аэропорт «Палана»
- Петропавловск-Камчатский — Международный аэропорт «Елизово» — основной хаб
- Соболево — Аэропорт «Соболево»
- Тигиль — Аэропорт «Тигиль»
- Тиличики — Аэропорт «Тиличики»
- Усть-Камчатск — Аэропорт «Усть-Камчатск»
- Усть-Хайрюзово — Аэропорт «Усть-Хайрюзово»
- Ичинский — Аэропорт «Ича»
- Эссо — Аэропорт «Эссо»
- Ключи — Аэропорт «Ключи»